# Ћустендил
Ћустендил (буг. Кюстендил), раније Велбужд (буг. Велбъжд), значајан је град у Републици Бугарској, у западном делу земље. Град је управно средиште Ћустендилске области.
Крајем средњег века, у близини данашњег Ћустендила, одиграла се веома важна битка у српској историји — битка на Велбужду, којом је Немањићка Србија постала веома значајан фактор на Балкану.

## Порекло назива
Свој данашњи назив град носи у спомен на српског великаша Константина Драгаша. Османлије су град по њему називали Константинова бања односно Köstendil, а тај назив се одржао до данас, као Ћустендил. Стари, средњовековни назив града био је Велбужд.

## Географија
Град Ћустендил налази се у крајње западном делу Бугарске, близу тромеђе Бугарске са Србијом и Северном Македонијом, од којих је град удаљен око 20 km.  У питању је најзападнији велики град у земљи. Од престонице Софије Ћустендил је удаљен око 90 km.
Област Ћустендила налази се у области горњег тока реке Струме. Град је смештен у пространој котлини, коју на западу ограничавају Осоговске планине. Подручје града познато је по лековитим изворима, па се у граду налази бањско лечилиште. Познат је по томе што је од давнина важан воћарски крај.
Клима у граду је измењено континентална са благим утицајем средоземне.

## Историја
Ћустендил је првобитно био трачко насеље. После римског освајања ових простора насеље постаје значајно и носи назив „Пауталија”.
Током првог дела средњег века област Ћустендила била је у саставу Византије. У 7. веку подручје града насељавају Словени. У 10. веку област тадашњег Велбужда била у оквиру средњовековне Бугарске. Године 1371. место је посед српских великаша Дејановића.
Град се звао током постојања: Коласија, Велбужд, Велбушка бања па Ћустендил. Народ га је звао пре сто година — Ћостендил. Име „Велбужд” је везано за појам „камила”, животиње које су у старо време коришћене за рад у тим крајевима.
Бугари су отворили у варошици октобра 1879. године гимназију Реалку, са три разреда за 77 ученика.
По званичном попису Бугарске од 1. јануара 1881. године у градићу Ћустендилу било је 9589 становника, у 2097 породица, са 1827 кућа. Избројано је 1894. године у месту 11.383 становника.

## Срби у Ћустендилу
Ђустендилска област са истоименим градом је историјски српски културни простор са богатим наслеђем. Град је 1180. године освојио из византијске власти, Стефан Немања и прикључио српској држави која се ширила и јачала.
Крајем средњег века у близини Велбужда одиграла се веома важна битка у српској историји — битка на Велбужду у којој су снаге српског краља Стефана (1322—1331) и младог краља Душана (краљ 1331—1346, цар 1346—1355) потукле 28.06. 1330. године бугарску војску. Тада је умро бугарски цар Михаило, који је рањен заробљен и приведен пред Душана.
Браћа Константин и Јован-Драгаш Дејановић — синови Дејанови, имали су у поседу места Ћустендил, Кратово, Струмицу и Штип. Константин је био српски војвода и рођак цара Душана, са дворцем у Ћустендилу. Дејановићи су били владари том облашћу између 1356-1394. године, до смрти Константинове. Са њима је владала и мајка Евдокија. Били су наследници лозе Немањића, после смрти цара Уроша. Они су припадали савезу Мрњавчевића, и учествовали су у бици на реци Марици 1371. године. Од тада су након српског пораза, браћа били турски вазали, који су плаћали данак султану Мурату. Али сачували су истовремено унутрашњу управну независност и наставили трговачке везе са Дубровником. У косовском боју 1389. године војска Дејановића се као вазална, борила против српске војске кнеза Лазара. Владавина Дејановића се распршила погибијом Константиновом 1394. године
Градом Велбуждом је дакле крајем 14. века владао српски великаш Константин Дејановић, који је био османски вазал, и као такав је погинуо у бици на Ровинама са Марком Краљевићем 1395. године. Његова ћерка Јелена се удала за византијског цара Манојла II Палеолога (1391—1425) са којим је имала неколико деце, међу којима су и последњи византијски цареви Јован VIII (савладар 1421—1425, 1425—1448) и Константин  (морејски деспот 1443 — 1449, цар 1449—1453) који је уз своје, носио и мајчино презиме Драгаш.
Крајем 14. века је пала под власт Османлија. Ту је било седиште турског санџака, који се поклапао са облашћу Дејановића. Приложио је 1429. године православној цркви Св. Николе у Ћустендилу звоно, неки Радослав.
Постојала је у месту српска народна школа у периоду 1865-1878. године.
Године 1878. град је постао део савремене бугарске државе.
Ћустендилска епископија је пре њеног припајања бугарској Егзархији, потпадала под јурисдикцију Пећке патријаршије.
Дана 16. јануара 1878. године Срби, из сврљишког батаљона народне војску ушли су Ћустендил. Под командом поручника Тодора Мандрине, та јединица је ослободила место од Турака. Други пут су припадници 14. српског краљевског пука, у којем су били Књажевчани и Сврљижани, ушли у град пред Први балкански рат 1912. године. Били су сада део савезничких трупа, које су ту чекале објаву рата са Турцима, да крену и ослободе Једрене.
Између два рата Ћустендил је био центар илегалне терористичке организације ВМРО (Македонствујушћи) која је одговорна и за убиство краља Александра у Марсељу 1934. године. Та бугарска организација се првобитно звала „Друштво против Срба” (1897) и деловала је са девизом: „Србе треба огњем и мачем искоренити из Македоније”. Ту су ови владали градом у конспирацији, и поред јаких бугарских државних и војних снага. Град се претворио у комитски логор, у који је 1927. године дошао њихов истакнути вођа Ванчо Михајлов. Одатле су полазиле обучене и опремљену злогласне бугарске комитске чете, тројке кољача, на територију Краљевине СХС, у Стару Србију да би чинили злочине према виђенијим Србима и сламали српску државну управу у тим крајевима.

## Становништво
По проценама из 2007. године град Ћустендил имао је око 51.000 становника. Већина градског становништва су Бугари, а остатак становништва чине малобројни Роми. Последњих 20-так година град губи становништво због удаљености од главних токова развоја у земљи. Оживљавање привреде требало би зауставити негативни демографски тренд.
Већина становништва је православне вероисповести.

## Партнерски градови
- Лесковац
- Клинци

## Галерија
- Зграда обласне управе
- Здање општине Ћустендил
- Црква Успенија Пресвете Богородице
- Црква св. Ђорђа из 10. века